# Listă de filme de animație din anii 1980
Aceasta este o listă de filme de animație din anii 1980.

## 1980
| Titlu                                                           | Țara                                                     | Regizor                       | Studio                       | Tehnici de animație | Note        |
| --------------------------------------------------------------- | -------------------------------------------------------- | ----------------------------- | ---------------------------- | ------------------- | ----------- |
| Animalympics                                                    | Statele Unite ale Americii                               | Steven Lisberger              | Lisberger Studios            | Traditional         |             |
| Be Forever Yamato                                               | Japonia                                                  | Leiji Matsumoto Toshio Masuda | Toei Animation               |                     |             |
| Bloody Lady Krvavá paní                                         | Cehoslovacia                                             |                               |                              |                     |             |
| Bon Voyage, Charlie Brown (and Don't Come Back!!)               | Statele Unite ale Americii                               | Bill Meléndez Phil Roman      | United Feature Syndicate     | Traditional         |             |
| The Christmas Raccoons                                          | Canada                                                   | Kevin Gillis Paul Schibli     |                              |                     | Format:None |
| Cyborg 009: Legend of the Super Galaxy                          | Japonia                                                  |                               |                              |                     |             |
| Doraemon: The Motion Picture                                    | Japonia                                                  | Hiroshi Fukutomi              | Toho                         |                     |             |
| Fumoon                                                          | Japonia                                                  | Osamu Tezuka                  | Tezuka Productions           |                     |             |
| Ganbare!! Tabuchi-kun!! 2: Gekitō Pennant Race                  | Japonia                                                  | Tsutomu Shibayama             | Tokyo Movie Shinsha          |                     |             |
| Ganbare!! Tabuchi-kun!! Hatsu Warai 3: Aa Tsuppari Jinsei       | Japonia                                                  | Tsutomu Shibayama             | Tokyo Movie Shinsha          |                     |             |
| Gnomes                                                          | Statele Unite ale Americii                               | Jack Zander                   | Tomorrow Entertainment       |                     |             |
| Juippiki no Neko 11ぴきのねことあほうどり                       | Japonia                                                  |                               |                              |                     |             |
| The King and the Mockingbird Le roi et l'oiseau                 | Franța                                                   | Paul Grimault                 |                              | Traditional         |             |
| Makoto-chan                                                     | Japonia                                                  | Tsutomu Shibayama             | Tokyo Movie Shinsha          |                     |             |
| The Missing Link Le Chaînon manquant                            | Franța · Belgia                                          | Picha                         |                              |                     |             |
| Nobody's Boy: Remi                                              | Japonia                                                  | Osamu Dezaki                  | Tokyo Movie Shinsha          |                     |             |
| Phoenix 2772                                                    | Japonia                                                  | Taku Sugiyama                 | Toho                         |                     |             |
| Pinocchio's Christmas                                           | Statele Unite ale Americii                               | Arthur Rankin, Jr. Jules Bass | Rankin/Bass                  | Stop motion         |             |
| Pogo for President: 'I Go Pogo'                                 | Statele Unite ale Americii                               | Marc Paul Chinoy              |                              | Stop motion         |             |
| Pontoffel Pock, Where Are You?                                  | Statele Unite ale Americii                               | Gerard Baldwin                | DePatie-Freleng Enterprises  | Traditional         |             |
| The Return of the King                                          | Statele Unite ale Americii                               | Arthur Rankin, Jr. Jules Bass | Rankin/Bass Topcraft         | Traditional         |             |
| Scruffy                                                         | Statele Unite ale Americii                               | Charles A. Nichols            |                              | Traditional         | TV          |
| Snow White Christmas                                            | Statele Unite ale Americii                               | Kay Wright                    | Filmation                    |                     |             |
| Sonyeon 007 Eunhateukgongdae 소년 007 은하특공대                | Coreea de Sud                                            | Lim Jung-kyu Seo Gyeong-jung  |                              |                     |             |
| The Tale of John and Marie Pohádka o Honzíkovi a Marence        | Cehoslovacia · Uniunea Republicilor Sovietice Socialiste |                               |                              |                     |             |
| The Thralls' Kids(?) Trællenes Børn                             | Danemarca                                                |                               |                              |                     |             |
| Tomorrow's Joe aka. Ashita no Joe あしたのジョー (Ashita no Jō) | Japonia                                                  | Mizubo Nishikubo              | Mushi Production             | Traditional         |             |
| Toward the Terra                                                | Japonia                                                  | Hideo Onchi                   | Toei Animation               | Traditional         |             |
| Twelve Months 世界名作童話 森は生きている Двенадцать месяцев    | Japonia · Uniunea Republicilor Sovietice Socialiste      | Kimio Yabuki                  | Toei Animation Soyuzmultfilm | Traditional         |             |
| Yogi's First Christmas                                          | Statele Unite ale Americii                               | Ray Patterson                 | Hanna-Barbera                | Traditional         |             |

## 1981
| Titlu | Țara                                                | Regizor                             | Studio                  | Tehnici de animație | Note  |
| Adieu Galaxy Express 999                                                                                          | Japonia                                             |                                     | Toei Animation          | Traditional         |       |
| Adventures of Robinson Crusoe, a Sailor from York Dobrodruzství Robinsona Crusoe, námorníka z Yorku               | Cehoslovacia                                        |                                     |                         |                     |       |
| American Pop | Statele Unite ale Americii                          |                                     |                         |                     |       |
| Around the World with Dot aka. Dot & Santa Claus                                                                  | Australia                                           |                                     |                         |                     |       |
| Captain | Japonia                                             |                                     |                         |                     |       |
| Chie the Brat じゃリン子チエ (Jarinko Chie)                                                                       | Japonia                                             |                                     |                         |                     |       |
| Doraemon: The Record of Nobita: Spaceblazer                                                                       | Japonia                                             |                                     |                         |                     |       |
| The Fantastic Adventures of Unico                                                                                 | Japonia                                             | Toshio Hirata                       | Madhouse                | Traditional         |       |
| The Fox and the Hound                                                                                             | Statele Unite ale Americii                          | Ted Berman Richard Rich Art Stevens | Walt Disney Productions | Traditional         |       |
| Frankenstein (Kyofu densetsu: Kaiki! Furankenshutain)                                                             | Japonia                                             |                                     |                         |                     |       |
| Furiten-kun | Japonia                                             |                                     |                         |                     |       |
| Grendel Grendel Grendel                                                                                           | Australia                                           |                                     |                         |                     |       |
| Hashire Melos | Japonia                                             |                                     |                         |                     |       |
| Heavy Metal | Canada                                              | Gerald Potterton                    |                         | Traditional         |       |
| Ico, the Brave Pony Ico, el caballito valiente                                                                    | Argentina                                           | Manuel García Ferré                 |                         | Traditional         |       |
| The Looney Looney Looney Bugs Bunny Movie                                                                         | Statele Unite ale Americii                          |                                     |                         |                     |       |
| Maria, Mirabela aka. The Magical Forest Мария, Мирабела (Mariya, Mirabela)                                        | România · Uniunea Republicilor Sovietice Socialiste |                                     |                         |                     | [ 1 ] |
| Minoïe | Franța                                              |                                     |                         |                     |       |
| Mobile Suit Gundam I 機動戦士ガンダムⅠ (Kidō Senshi Gandamu I)                                                    | Japonia                                             |                                     |                         |                     |       |
| Mobile Suit Gundam II: Soldiers of Sorrow 機動戦士ガンダムⅡ 哀・戦士編 (Kidô Senshi Gandamu II: Ai Senshihen)     | Japonia                                             |                                     |                         |                     |       |
| The Mystery of the Third Planet aka. The Secret of the Third Planet Тайна третьей планеты (Tayna tretyey planety) | Uniunea Republicilor Sovietice Socialiste           |                                     |                         |                     |       |
| Natsu e no Tobira                                                                                                 | Japonia                                             |                                     |                         |                     |       |
| Peter-No-Tail Pelle Svanslös                                                                                      | Suedia                                              |                                     |                         |                     |       |
| The Raccoons on Ice                                                                                               | Canada                                              |                                     |                         |                     |       |
| Rennyo and His Mother 蓮如とその母 (Rennyo To Sono Haha)                                                          | Japonia                                             | Kihachirō Kawamoto                  |                         |                     |       |
| Ringing Bell aka. Bell of Chirin チリンの鈴 (Chirin no Suzu)                                                      | Japonia                                             | Masami Hata                         | Sanrio                  | Traditional         |       |
| Run Melos 走れメロス (Hashire Melos)                                                                              | Japonia                                             |                                     |                         |                     |       |
| The Sea Prince and the Fire Child aka. Legend of Syrius シリウスの伝説 (Sirius no Densetsu)                       | Japonia                                             | Masami Hata                         | Sanrio                  | Traditional         |       |
| Son of the White Mare Fehérlófia                                                                                  | Ungaria                                             | Marcell Jankovics                   | Pannonia Film Studio    |                     |       |
| Space Warrior Baldios                                                                                             | Japonia                                             |                                     |                         |                     |       |
| Swan Lake (Sekai meisaku dôwa: Hakuchô no mizûmi)                                                                 | Japonia                                             |                                     |                         |                     |       |
| Tomorrow's Joe 2 aka. Ashita no Joe 2 あしたのジョー (Ashita no Jō 2)                                             | Japonia                                             |                                     |                         |                     |       |
| Vuk | Ungaria                                             | Attila Dargay                       | Pannonia Film Studio    | Traditional         |       |

## 1982
| Titlu | Țara | Regizor           | Studio               | Tehnici de animație | Note |
| The Adventures of the Magic Globe or Witch's Tricks Приключения волшебного глобуса или Проделки ведьм (Priklyucheniya volshebnovo globusa ili prodelki vedm) | Uniunea Republicilor Sovietice Socialiste                                                                       |                   |                      |                     | [ 2 ] |
| The Adventures of Monica and Her Friends As Aventuras da Turma da Mônica                                                                                     | Brazilia | Mauricio de Sousa |                      |                     | |
| The Adventures of Sam the Squirrel Misi mókus kalandjai | Ungaria |                   |                      |                     | |
| Autumn Осень (Osen) | Uniunea Republicilor Sovietice Socialiste                                                                       |                   |                      |                     | |
| Bugs Bunny's 3rd Movie: 1001 Rabbit Tales | Statele Unite ale Americii                                                                                      |                   |                      |                     | |
| Chronopolis | Franța · Polonia                                                                                                |                   |                      |                     | |
| Cobra: Space Adventure | Japonia |                   |                      |                     | |
| The Flying Windmill Die Fliegende Windmühle | Germania de Est                                                                                                 |                   |                      |                     | |
| The Flight of Dragons | Statele Unite ale Americii                                                                                      |                   |                      |                     | |
| Gauche the Cellist | Japonia |                   |                      |                     | |
| The Grinch Grinches the Cat in the Hat | Statele Unite ale Americii                                                                                      |                   |                      |                     | |
| Heidi's Song | Statele Unite ale Americii                                                                                      |                   |                      |                     | |
| Heroic Times Daliás idők | Ungaria · Germania de Vest                                                                                      | József Gémes      | Pannonia Film Studio |                     | |
| Hey Good Lookin' | Statele Unite ale Americii                                                                                      |                   |                      |                     | |
| The Ideon: A Contact | Japonia |                   |                      |                     | |
| The Ideon: Be Invoked | Japonia |                   |                      |                     | |
| The Last Unicorn | Statele Unite ale Americii · Regatul Unit al Marii Britanii și al Irlandei de Nord · Japonia · Germania de Vest |                   |                      |                     | |
| Disney's Halloween Treat | Statele Unite ale Americii                                                                                      |                   |                      |                     | |
| Mafalda | Argentina |                   |                      |                     | |
| Mighty Mouse in the Great Space Chase | Statele Unite ale Americii                                                                                      |                   |                      |                     | |
| Mobile Suit Gundam III: Encounters in Space 機動戦士ガンダムⅢ めぐりあい宇宙編 (Kidô Senshi Gandamu III: Meguriai Sorahen)                                   | Japonia |                   |                      |                     | |
| Old Master Q: Water Tiger Tale | Hong Kong |                   |                      |                     | |
| The Plague Dogs | Regatul Unit al Marii Britanii și al Irlandei de Nord · Statele Unite ale Americii                              |                   |                      |                     | |
| Queen Millennia | Japonia |                   |                      |                     | |
| Sarah | Australia |                   |                      |                     | |
| Schooltime Blues Suli-buli | Ungaria |                   |                      |                     | |
| The Secret of NIMH | Statele Unite ale Americii                                                                                      |                   |                      |                     | |
| Space Pirate Captain Harlock: Arcadia of My Youth わが青春のアルカディア (Waga Seishun no Arukadia)                                                          | Japonia |                   | Toei Animation       | Traditional         | |
| Shalom Pharao | Germania de Vest                                                                                                |                   |                      |                     | |
| Time Masters Les maîtres du temps | Franța · Ungaria · Elveția · Germania de Vest                                                                   | René Laloux       |                      | Traditional         | |
| Treasure Planet | Bulgaria |                   |                      |                     | |
| Techno Police 21C | Japonia |                   |                      |                     | |
| Water Spider-Wonder Spider Vizipók-Csodapók | Ungaria |                   |                      |                     | Winner of the Children's Prize at the 1st Kecskemét Animation Film Festival, and the Jury's Diploma of Merit for backgrounds at the 2nd KAFF. |
| The Wizard of Oz (Ozu no mahôtsukai) | Statele Unite ale Americii · Japonia                                                                            |                   |                      |                     | |
| Yogi Bear's All Star Comedy Christmas Caper | Statele Unite ale Americii                                                                                      |                   |                      |                     | |

## 1983
| Titlu                                                                         | Țara                                                  | Regizor            | Studio | Tehnici de animație | Note |
| Abra Cadabra                                                                  | Australia                                             |                    |        |                     |      |
| Adventures of the Blue Knight Przygody błękitnego rycerzyka                   | Polonia                                               |                    |        |                     |      |
| Barefoot Gen                                                                  | Japonia                                               |                    |        |                     |      |
| Boi Aruá                                                                      | Brazilia                                              | Francisco Liberato |        | Traditional         |      |
| Boulugres Les Boulugres                                                       | Franța                                                |                    |        |                     |      |
| Mickey's Christmas Carol                                                      | Statele Unite ale Americii                            |                    |        |                     |      |
| Crusher Joe                                                                   | Japonia                                               |                    |        |                     |      |
| Daffy Duck's Fantastic Island                                                 | Statele Unite ale Americii                            |                    |        |                     |      |
| The Dragon That Wasn't (Or Was He?) Als je begrijpt wat ik bedoel             | Țările de Jos                                         |                    |        |                     |      |
| Doraemon: Nobita and the Castle of the Undersea Devil                         | Japonia                                               |                    |        |                     |      |
| Elpidio Valdés Against Dollar and Cannon Elpidio Valdés contra dólar y cañón  | Cuba                                                  |                    |        |                     |      |
| Fang of the Sun Dougram                                                       | Japonia                                               |                    |        |                     |      |
| Final Yamato                                                                  | Japonia                                               |                    |        |                     |      |
| Fire and Ice                                                                  | Statele Unite ale Americii                            |                    |        |                     |      |
| Harmagedon                                                                    | Japonia                                               |                    |        |                     |      |
| John the Boaster Háry János                                                   | Ungaria                                               |                    |        |                     |      |
| The Legend of Hiawatha                                                        | Statele Unite ale Americii · Canada                   |                    |        |                     |      |
| Legend of Sealed Book 天书奇谭 (Tian Shu Qi Tan)                              | Republica Populară Chineză                            |                    |        |                     |      |
| The Little Witch Mala carodejnice                                             | Cehoslovacia · Germania de Vest                       |                    |        |                     |      |
| Miyuki                                                                        | Japonia                                               |                    |        |                     |      |
| No-White Hófehér                                                              | Ungaria                                               |                    |        |                     |      |
| Noel's Fantastic Trip                                                         | Japonia                                               |                    |        |                     |      |
| Old Master Q and San T                                                        | Hong Kong                                             |                    |        |                     |      |
| The Princess and the Robot A Princesa e o Robô                                | Brazilia                                              | Mauricio de Sousa  |        |                     |      |
| The Professional: Golgo 13                                                    | Japonia                                               |                    |        |                     |      |
| Protectors of Universe スーパー特急マジンガー７                               | Coreea de Sud                                         |                    |        |                     |      |
| The Raccoons and the Lost Star                                                | Canada                                                |                    |        |                     |      |
| Revenge of the Humanoids La revanche des humanoides                           | Franța                                                |                    |        |                     |      |
| Rock & Rule                                                                   | Canada                                                |                    |        |                     |      |
| The Secret of the Selenites aka. Moontrek Le secret des sélénites             | Franța                                                |                    |        |                     |      |
| The Voyages of Gulliver Los Viajes de Gulliver                                | Spania                                                |                    |        |                     |      |
| Twice Upon a Time                                                             | Statele Unite ale Americii                            |                    |        |                     |      |
| Unico: In the Magic Island                                                    | Japonia                                               |                    |        |                     |      |
| Urusei Yatsura: Only You うる星やつら オンリー・ユー (Urusei Yatsura Onrī Yū) | Japonia                                               |                    |        |                     |      |
| The Wind in the Willows                                                       | Regatul Unit al Marii Britanii și al Irlandei de Nord |                    |        |                     |      |
| Winnie the Pooh and a Day for Eeyore                                          | Statele Unite ale Americii                            |                    |        |                     |      |
| Xabungle Graffiti                                                             | Japonia                                               |                    |        |                     |      |

## 1984
| Titlu | Țara                                      | Regizor       | Studio               | Tehnici de animație | Note |
| The Adventures of Pinocchio                                                                                    | Statele Unite ale Americii                |               |                      |                     |      |
| Bagi, the Monster of Mighty Nature 大自然の魔獣 バギ (Daishizen no Majū Bagi)                                  | Japonia                                   |               |                      |                     |      |
| The Camel Boy                                                                                                  | Australia                                 |               |                      |                     |      |
| Doraemon: Nobita's Great Adventure into the Underworld                                                         | Japonia                                   |               |                      |                     |      |
| Dot and the Bunny                                                                                              | Australia                                 |               |                      |                     |      |
| Gallavants | Statele Unite ale Americii                |               |                      |                     |      |
| John the Fearless Jan Zonder Vrees                                                                             | Belgia                                    |               |                      |                     |      |
| Katy | Spania · Mexic                            |               |                      |                     |      |
| Kenya Boy aka. Kenya Of My Youth Shōnen Keniya                                                                 | Japonia                                   |               |                      |                     |      |
| Lensman | Japonia                                   |               |                      |                     |      |
| Macross: Do You Remember Love?                                                                                 | Japonia                                   |               |                      |                     |      |
| Nausicaä of the Valley of the Wind Kaze no tani no Naushika                                                    | Japonia                                   |               |                      |                     |      |
| The Raccoons: Let's Dance!                                                                                     | Canada                                    |               |                      |                     |      |
| Rose Petal Place                                                                                               | Statele Unite ale Americii · Canada       |               |                      |                     |      |
| Samson & Sally Samson og Sally                                                                                 | Danemarca · Suedia                        |               |                      |                     |      |
| Saffi Szaffi                                                                                                   | Ungaria                                   | Attila Dargay | Pannonia Film Studio |                     |      |
| The Soldier's Tale                                                                                             | Statele Unite ale Americii                |               |                      |                     |      |
| The Tale of Tsar Saltan Сказка о царе Салтане, Skazka o tsarye Saltanye                                        | Uniunea Republicilor Sovietice Socialiste |               |                      |                     |      |
| Urusei Yatsura 2: Beautiful Dreamer うる星やつら2 ビューティフルドリーマー (Urusei Yatsura 2 Byūtifuru Dorīmā) | Japonia                                   |               |                      |                     |      |

## 1985
| Titlu | Țara                                   | Regizor                   | Studio                   | Tehnici de animație     | Note |
| The Adventures of Mark Twain                                                                                                | Statele Unite ale Americii             | Will Vinton               |                          | Stop motion             |      |
| Angel's Egg aka. Egg of God 天使のたまご (Tenshi no Tamago)                                                                 | Japonia                                |                           |                          |                         |      |
| Asterix Versus Caesar Astérix et la surprise de César                                                                       | Franța                                 | Gaëtan Brizzi Paul Brizzi |                          | Traditional             |      |
| Bigfoot and the Muscle Machines                                                                                             | Statele Unite ale Americii             |                           |                          |                         |      |
| The Black Cauldron | Statele Unite ale Americii             | Ted Berman Richard Rich   | Walt Disney Productions  | Traditional             |      |
| The Brave Frog's Greatest Adventure                                                                                         | Statele Unite ale Americii · Japonia   |                           |                          |                         |      |
| A Christmas Special | Statele Unite ale Americii             |                           |                          |                         |      |
| The Care Bears Movie | Canada                                 |                           |                          |                         |      |
| The Dagger of Kamui | Japonia                                |                           |                          |                         |      |
| Dot and the Koala | Australia                              |                           |                          |                         |      |
| Epic | Australia                              |                           |                          |                         |      |
| Gon, the Little Fox ごんぎつね (Gongitsune)                                                                                 | Japonia                                |                           |                          | Traditional             |      |
| GoShogun: The Time Étranger aka Time Stranger                                                                               | Japonia                                |                           |                          |                         |      |
| Gwen, the Book of Sand Gwen, le livre de sable                                                                              | Franța                                 |                           |                          |                         |      |
| Here Come the Littles | Statele Unite ale Americii · Luxemburg |                           |                          |                         |      |
| A Journey Through Fairyland (Yousei furorensu)                                                                              | Japonia                                |                           |                          |                         |      |
| Juippiki no Neko to Ahōdori 11ぴきのねことあほうどり                                                                        | Japonia                                |                           |                          |                         |      |
| The Legend of the Gold of Babylon aka Lupin the Third and the Legend of the Gold of Babylon                                 | Japonia                                |                           |                          |                         |      |
| The Life & Adventures of Santa Claus                                                                                        | Statele Unite ale Americii             |                           |                          |                         |      |
| The Little Troll Prince | Statele Unite ale Americii             |                           |                          |                         |      |
| Mach and Sebestova - Come Up to the Blackboard! Mach a Sebestová k tabuli!                                                  | Cehoslovacia                           |                           |                          |                         |      |
| Matthias the Just Mátyás, az igazságos                                                                                      | Ungaria                                |                           |                          |                         |      |
| Megazone 23 メガゾーン23 | Japonia                                | Noboru Ishiguro           | AIC Tatsunoko Production | Traditional             | OVA  |
| Monkey King Conquers the Demon aka Monkey Conquers the Demon                                                                | Republica Populară Chineză             |                           |                          |                         |      |
| Nicholas Nickleby | Australia                              |                           |                          |                         |      |
| Night on the Galactic Railroad 銀河鉄道の夜 (Ginga Tetsudō no Yoru)                                                         | Japonia                                |                           |                          |                         |      |
| Odin: Photon Sailer Starlight aka. Odin: Starlight Mutiny オーディーン 光子帆船スターライト (Odin - Koshi Hansen Starlight) | Japonia                                |                           |                          |                         |      |
| Odyssea Die Irrfahrten des Odysseus                                                                                         | Cehoslovacia · Germania de Est         | Jiří Tyller               |                          | Traditional/Live action |      |
| Original Dirty Pair: Affair of Nolandia                                                                                     | Japonia                                |                           |                          |                         |      |
| Peter-No-Tail in Americat, Pelle Svanslös i Amerikatt                                                                       | Suedia                                 |                           |                          |                         |      |
| Phoenix-bot Phoenix King aka. Defenders of Space 피닉스킹                                                                   | Coreea de Sud                          |                           |                          |                         |      |
| The Pied Piper of Hamelin Krysař                                                                                            | Cehoslovacia                           | Jiří Barta                |                          | Stop motion             |      |
| Rainbow Brite and the Star Stealer                                                                                          | Statele Unite ale Americii · Japonia   |                           |                          |                         |      |
| The Secret of the Sword | Statele Unite ale Americii             |                           |                          |                         |      |
| Starchaser: The Legend of Orin                                                                                              | Statele Unite ale Americii             |                           |                          |                         |      |
| Swans | Statele Unite ale Americii             |                           |                          |                         |      |
| Urusei Yatsura 3: Remember My Love うる星やつら3 リメンバー・マイ・ラヴ (Urusei Yatsura 3 Rimenbā Mai Ravu)                 | Japonia                                |                           |                          |                         |      |
| Vampire Hunter D 吸血鬼ハンターD (Kyuuketsuki Hantaa D)                                                                     | Japonia                                |                           |                          |                         |      |
| Vampires in Havana ¡Vampiros en La Habana!                                                                                  | Cuba · Spania · Germania de Vest       |                           |                          |                         |      |

## 1986
| Titlu | Țara                                                  | Regizor            | Studio | Tehnici de animație | Note  |
| The Adventures of the American Rabbit                                                                          | Statele Unite ale Americii · Japonia                  |                    |        |                     |       |
| An American Tail                                                                                               | Statele Unite ale Americii                            |                    |        |                     |       |
| Amon Saga | Japonia                                               |                    |        |                     |       |
| Arion | Japonia                                               |                    |        |                     |       |
| Armageddon (Amagaedun uzu)                                                                                     | Coreea de Sud                                         |                    |        |                     |       |
| Asterix in Britain Astérix chez les Bretons                                                                    | Franța                                                |                    |        |                     |       |
| Barbie and the Rockers: Out of this World                                                                      | Statele Unite ale Americii                            |                    |        |                     |       |
| Barefoot Gen 2 はだしのゲン２ (Hadashi no Gen 2)                                                               | Japonia                                               |                    |        |                     |       |
| Bolek and Lolek in the Wild West Bolek i Lolek na dzikim Zachodzie                                             | Polonia                                               |                    |        |                     |       |
| Care Bears Movie II: A New Generation                                                                          | Canada · Statele Unite ale Americii                   |                    |        |                     |       |
| Laputa: Castle in the Sky (Tenku no shiro Rapyuta)                                                             | Japonia                                               |                    |        |                     |       |
| Cat City Macskafogó                                                                                            | Ungaria · Canada · Germania de Vest                   |                    |        |                     |       |
| Coral Reef Legend: Elfie of the Blue Sea サンゴ礁伝説 青い海のエルフィ (Sango-sho Densetsu: Aoi Umi no Erufii) | Japonia                                               |                    |        |                     |       |
| The Cosmic Eye                                                                                                 | Statele Unite ale Americii                            |                    |        |                     |       |
| Dirty Pair: Project Eden                                                                                       | Japonia                                               |                    |        |                     |       |
| Doraemon: Nobita and the Steel Troops                                                                          | Japonia                                               |                    |        |                     |       |
| Dot and Keeto                                                                                                  | Australia                                             |                    |        |                     |       |
| Dot and the Whale                                                                                              | Australia                                             |                    |        |                     |       |
| Dragon Ball: Curse of the Blood Rubies ドラゴンボール 神龍の伝説 (Doragonbōru Shenron no Densetsu)             | Japonia                                               |                    |        |                     |       |
| The Elm-Chanted Forest aka. Fantasy Forest Čudesna šuma                                                        | Iugoslavia                                            |                    |        |                     |       |
| Fist of the North Star 北斗の拳 (Hokuto no Ken)                                                                | Japonia                                               |                    |        |                     |       |
| Fluppy Dogs | Statele Unite ale Americii                            |                    |        |                     |       |
| Gall Force: Eternal Story ガルフォース                                                                         | Japonia                                               |                    |        |                     |       |
| GoBots: War of the Rock Lords                                                                                  | Statele Unite ale Americii                            |                    |        |                     |       |
| The Great Cheese Robbery Velká sýrová loupez                                                                   | Cehoslovacia · Germania de Vest                       |                    |        |                     |       |
| The Great Heep                                                                                                 | Statele Unite ale Americii                            |                    |        |                     |       |
| The Great Mouse Detective                                                                                      | Statele Unite ale Americii                            |                    |        |                     |       |
| Guyver: Out of Control                                                                                         | Japonia                                               |                    |        |                     |       |
| Gréti...! Gréti...! (Egy kutya feljegyzései)                                                                   | Ungaria                                               |                    |        |                     |       |
| Heathcliff: The Movie                                                                                          | Statele Unite ale Americii · Canada · Franța          |                    |        |                     |       |
| InHumanoids: The Movie                                                                                         | Statele Unite ale Americii                            |                    |        |                     |       |
| Ivanhoe | Australia                                             |                    |        |                     |       |
| Jiminy Cricket's Christmas                                                                                     | Statele Unite ale Americii                            |                    |        |                     |       |
| Liberty and the Littles                                                                                        | Statele Unite ale Americii                            |                    |        |                     |       |
| Long Live Servatius Éljen Szervác!                                                                             | Ungaria                                               |                    |        |                     |       |
| Love City (Ai shitî)                                                                                           | Japonia                                               |                    |        |                     |       |
| Megazone 23 Part II メガゾーン23 PART II                                                                       | Japonia                                               |                    |        |                     |       |
| Monica and the Mermaid of the River Mônica e a Sereia do Rio                                                   | Brazilia                                              |                    |        |                     |       |
| My Little Pony: The Movie                                                                                      | Statele Unite ale Americii                            |                    |        |                     |       |
| The New Adventures of Monica and Her Friends As novas aventuras da turma da Mônica                             | Brazilia                                              |                    |        |                     |       |
| Opening the Door aka. Open the Door 扉を開けて (Opening the Door)                                              | Japonia                                               |                    |        |                     |       |
| Project A-ko プロジェクトA子 (Purojekuto A-ko)                                                                 | Japonia                                               |                    |        |                     |       |
| Ratty Råttis                                                                                                   | Suedia                                                | Lennart Gustafsson |        |                     |       |
| Robotech: The Movie                                                                                            | Statele Unite ale Americii                            |                    |        |                     |       |
| Roots Search ルーツ・サーチ 食心物体Ｘ (Roots Search: Shokushin Buttai X)                                      | Japonia                                               |                    |        |                     |       |
| Skeletor's Revenge                                                                                             | Statele Unite ale Americii                            |                    |        |                     |       |
| Sophie's Place                                                                                                 | Statele Unite ale Americii                            |                    |        |                     | [ 5 ] |
| Super Mario Brothers--Plan to Free Princess Peach (Sûpâ Mario Burazâzu.: Pîchi-hime kyushutsu dai sakusen)     | Japonia                                               |                    |        |                     |       |
| They Were Eleven 11人いる! (Jûichi-nin iru!)                                                                   | Japonia                                               |                    |        |                     |       |
| The Transformers: The Movie                                                                                    | Statele Unite ale Americii · Japonia                  |                    |        |                     |       |
| The Trapalhoes in the Tail of the Comet Os Trapalhões no Rabo do Cometa                                        | Brazilia                                              |                    |        |                     |       |
| Urusei Yatsura: Lum the Forever うる星やつら４ ラム・ザ・フォーエバー (Urusei Yatsura 4: Ramu za fôebâ)        | Japonia                                               |                    |        |                     |       |
| Valhalla | Danemarca                                             |                    |        |                     |       |
| Violence Jack: Evil Town Violence Jack bangaihen: Harlem bomber hen                                            | Japonia                                               |                    |        |                     |       |
| Wanna-Be's | Japonia                                               |                    |        |                     |       |
| Windaria aka Once Upon a Time 童話めいた戦史ウインダリア (Dôwa meita senshi Windaria)                          | Japonia                                               |                    |        |                     |       |
| When the Wind Blows                                                                                            | Regatul Unit al Marii Britanii și al Irlandei de Nord |                    |        |                     |       |

## 1987
| Titlu | Țara                                      | Regizor | Studio | Tehnici de animație | Note  |
| The Amazing Mr. Bickford | Statele Unite ale Americii                |         |        |                     |       |
| The Big Bang Le Big-Bang | Franța · Belgia                           |         |        |                     |       |
| Black Magic M-66 | Japonia                                   |         |        |                     |       |
| The Brave Little Toaster | Statele Unite ale Americii                |         |        |                     |       |
| The Captain of the Forest Az erdõ kapitánya                                                                                           | Ungaria                                   |         |        |                     |       |
| The Care Bears Adventure in Wonderland                                                                                                | Canada                                    |         |        |                     |       |
| The Chipmunk Adventure | Statele Unite ale Americii                |         |        |                     |       |
| Crystal Triangle (Kindan no mokushiroku Crystal Triangle)                                                                             | Japonia                                   |         |        |                     |       |
| Dot and the Smugglers aka. Dot and the Bunyip                                                                                         | Australia                                 |         |        |                     |       |
| Dot Goes to Hollywood aka. Dot in Concert                                                                                             | Australia                                 |         |        |                     |       |
| Dragon Ball: Sleeping Princess in Devil's Castle ドラゴンボール 魔神城のねむり姫 (Doragonbōru: Majin-Jō No Nemuri Hime)               | Japonia                                   |         |        |                     |       |
| Dreaming of Paradise aka. Subway to Paradise Strit og Stumme                                                                          | Danemarca                                 |         |        |                     |       |
| The Emerald City of Oz | Canada                                    |         |        |                     |       |
| Footrot Flats: The Dog's Tail Tale | Noua Zeelandă                             |         |        |                     |       |
| G.I. Joe: The Movie | Statele Unite ale Americii                |         |        |                     |       |
| The Jetsons Meet the Flintstones | Statele Unite ale Americii                |         |        |                     |       |
| Katy, Kiki and Koko Katy, Kiki y Koko                                                                                                 | Spania · Mexic                            |         |        |                     |       |
| Labyrinth Tales | Japonia                                   |         |        |                     |       |
| Laughter and Grief by the White Sea Смех и горе у Бела моря (Smekh i gorye u Byela morya)                                             | Uniunea Republicilor Sovietice Socialiste |         |        |                     |       |
| Leo and Fred Leó és Fred | Ungaria                                   |         |        |                     |       |
| The Marvelous Land of Oz | Canada                                    |         |        |                     |       |
| Metal Skin Panic Madox-01 | Japonia                                   |         |        |                     |       |
| My Favourite Time Любимое моё время (Lyubimoye moyo vremya)                                                                           | Uniunea Republicilor Sovietice Socialiste |         |        |                     | [ 6 ] |
| Original Dirty Pair: Project Eden | Japonia                                   |         |        |                     |       |
| Ozma of Oz | Canada                                    |         |        |                     |       |
| Pinocchio and the Emperor of the Night                                                                                                | Statele Unite ale Americii                |         |        |                     |       |
| Project A-ko 2: Plot of the Daitokuji Financial Group プロジェクトA子2 大徳寺財閥の陰謀 (Project A-ko 2: Daitokuji Zaibatsu no Inbou) | Japonia                                   |         |        |                     |       |
| The Puppetoon Movie | Statele Unite ale Americii                |         |        |                     |       |
| Robot Carnival (Robotto kânibaru) | Japonia                                   |         |        |                     |       |
| Robotix: The Movie | Statele Unite ale Americii · Canada       |         |        |                     |       |
| Royal Space Force: The Wings of Honneamise 王立宇宙軍 オネアミスの翼 (Oritsu Uchuugun - Honneamise no Tsubasa)                        | Japonia                                   |         |        |                     |       |
| Saint Seiya: The Movie | Japonia                                   |         |        |                     |       |
| Scooby-Doo Meets the Boo Brothers | Statele Unite ale Americii                |         |        |                     |       |
| Top Cat and the Beverly Hills Cats | Statele Unite ale Americii                |         |        |                     |       |
| Twilight of the Cockroaches (Gokiburi-tachi no tasogare)                                                                              | Japonia                                   |         |        |                     |       |
| Wicked City 妖獣都市 (Yōjū Toshi) | Japonia                                   |         |        |                     |       |
| The Wind in the Willows | Statele Unite ale Americii                |         |        |                     |       |
| The Wonderful Wizard of Oz | Canada                                    |         |        |                     |       |
| Yogi's Great Escape | Statele Unite ale Americii                |         |        |                     |       |
| Yogi Bear and the Magical Flight of the Spruce Goose                                                                                  | Statele Unite ale Americii                |         |        |                     |       |

## 1988
| Title | Country                                                           | Director                                                                                            | Studio                                             | Animation technique     | Notes       |
| --- | ----------------------------------------------------------------- | --------------------------------------------------------------------------------------------------- | -------------------------------------------------- | ----------------------- | ----------- |
| Akira | Japonia                                                           | Katsuhiro Otomo                                                                                     | TMS Entertainment                                  | Traditional             |             |
| Alice | Cehoslovacia                                                      | Jan Švankmajer                                                                                      |                                                    | Stop motion Live action |             |
| Appleseed                                                                                                | Japonia                                                           | Kazuyoshi Katayama                                                                                  | Bandai Visual                                      | Traditional             |             |
| Battle Royal High School                                                                                 | Japonia                                                           | Ichirō Itano                                                                                        | Tokuma Shoten                                      | Traditional             |             |
| BraveStarr: The Movie                                                                                    | Statele Unite ale Americii                                        | Tom Tataranowicz                                                                                    |                                                    | Traditional             |             |
| Care Bears Nutcracker Suite                                                                              | Canada                                                            | Joseph Sherman Laura Shepherd                                                                       | Nelvana                                            | Traditional             |             |
| The Cat Who Walked by Herself Кошка, которая гуляла сама по себе (Koshka, kotoraya gulyala sama po sebe) | Uniunea Republicilor Sovietice Socialiste                         | Ideya Garanina                                                                                      | Soyuzmultfilm                                      |                         |             |
| Crying Freeman                                                                                           | Japonia                                                           | Daisuke Nishio                                                                                      | Toei Animation                                     | Traditional             | Format:None |
| Daffy Duck's Quackbusters                                                                                | Statele Unite ale Americii                                        | Greg Ford Friz Freleng Chuck Jones Terry Lennon Robert McKimson                                     |                                                    | Traditional             |             |
| David & Sandy Dawid i Sandy                                                                              | Polonia · Suedia                                                  | Zbigniew Stanislawski Wieslaw Zieba                                                                 |                                                    | Traditional             |             |
| Dominion Tank Police                                                                                     | Japonia                                                           | Koichi Mashimo                                                                                      | Agent 21                                           | Traditional             | Format:None |
| Dragon Ball: Mystical Adventure ドラゴンボール 魔訶不思議大冒険 (Doragonbōru: Makafushigi Dai-Bōken)     | Japonia                                                           | Kazuhisa Takenouchi                                                                                 | Toei Animation                                     | Traditional             |             |
| Forget-Me-Not Nefelejcs                                                                                  | Ungaria                                                           | |                                                    |                         |             |
| Garfield: His 9 Lives                                                                                    | Statele Unite ale Americii                                        | Phil Roman Doug Frankel Ruth Kissane Bill Littlejohn Bob Nesler Bob Scott George Singer John Sparey | Film Roman                                         | Traditional Live action |             |
| The Good, the Bad, and Huckleberry Hound                                                                 | Statele Unite ale Americii                                        | Ray Patterson Bob Goe John Kimball Charles A. Nichols Jay Sarbry                                    | Hanna-Barbera                                      | Traditional             |             |
| Grave of the Fireflies Hotaru no Haka                                                                    | Japonia                                                           | Isao Takahata                                                                                       | Studio Ghibli                                      | Traditional             |             |
| Happy Birthday, Garfield                                                                                 | Statele Unite ale Americii                                        | Jim Davis                                                                                           |                                                    | Traditional Live action | TV special  |
| The Land Before Time                                                                                     | Republica Irlanda · Statele Unite ale Americii                    | Don Bluth                                                                                           | Sullivan Bluth Studios                             | Traditional             |             |
| Light Years Gandahar                                                                                     | Franța                                                            | |                                                    |                         |             |
| Maison Ikkoku: The Final Chapter めぞん一刻 完結篇 (Mezon Ikkoku Kanketsuhen)                            | Japonia                                                           | |                                                    |                         |             |
| Mobile Suit Gundam: Char's Counterattack                                                                 | Japonia                                                           | |                                                    |                         |             |
| My Neighbor Totoro Tonari no Totoro                                                                      | Japonia                                                           | Hayao Miyazaki                                                                                      | Studio Ghibli                                      | Traditional             |             |
| Oliver & Company                                                                                         | Statele Unite ale Americii                                        | George Scribner                                                                                     | Walt Disney Feature Animation                      | Traditional             |             |
| Popol Vuh: The Creation Myth of the Maya                                                                 | Statele Unite ale Americii                                        | |                                                    |                         |             |
| Pound Puppies and the Legend of Big Paw                                                                  | Statele Unite ale Americii                                        | Pierre DeCelles                                                                                     |                                                    | Traditional             |             |
| Project A-ko 3: Cinderella Rhapsody プロジェクトA子3 シンデレララプソディ                                | Japonia                                                           | |                                                    |                         |             |
| Rockin' with Judy Jetson                                                                                 | Statele Unite ale Americii                                        | |                                                    |                         |             |
| Saint Seiya: The Heated Battle of the Gods                                                               | Japonia                                                           | |                                                    |                         |             |
| Saint Seiya: Legend of Crimson Youth                                                                     | Japonia                                                           | |                                                    |                         |             |
| Scooby-Doo and the Ghoul School                                                                          | Statele Unite ale Americii · Canada                               | |                                                    |                         |             |
| Scooby-Doo and the Reluctant Werewolf                                                                    | Statele Unite ale Americii                                        | |                                                    |                         |             |
| The Séance Table La table tournante                                                                      | Franța                                                            | |                                                    |                         |             |
| Stowaways on the Ark In der Arche ist der Wurm drin                                                      | Germania de Vest                                                  | Wolfgang Urchs                                                                                      |                                                    | Traditional             |             |
| Treasure Island Острoв сокровищ, Ostrov sokrovishch                                                      | Uniunea Republicilor Sovietice Socialiste                         | David Cherkasski                                                                                    |                                                    | Traditional             |             |
| Urusei Yatsura: The Final Chapter うる星やつら 完結篇 (Urusei Yatsura 5 Kanketsuhen)                     | Japonia                                                           | Satoshi Dezaki                                                                                      | Magic Bus                                          | Traditional             |             |
| Who Framed Roger Rabbit                                                                                  | Statele Unite ale Americii                                        | Robert Zemeckis                                                                                     | Amblin Entertainment Walt Disney Feature Animation | Traditional Live action |             |
| Willy the Sparrow Vili, a veréb                                                                          | Ungaria                                                           | József Gémes                                                                                        | Pannonia Film Studio                               | Traditional             |             |
| The Wind in the Willows                                                                                  | Regatul Unit al Marii Britanii și al Irlandei de Nord · Australia | Geoff Collins                                                                                       | Burbank Films Australia                            | Traditional             |             |
| Yogi and the Invasion of the Space Bears                                                                 | Statele Unite ale Americii                                        | Don Lusk                                                                                            | Hanna-Barbera                                      | Traditional             |             |

## 1989
| Titlu | Țara                                                  | Regizor                   | Studio                        | Tehnici de animație | Note        |
| A Grand Day Out | Regatul Unit al Marii Britanii și al Irlandei de Nord | Nick Park                 | Aardman Animations            | Stop motion         | Format:None |
| All Dogs Go to Heaven | Republica Irlanda · Statele Unite ale Americii        | Don Bluth                 | Sullivan Bluth Studios        | Traditional         |             |
| Asterix and the Big Fight | Franța · Germania de Vest                             | Philippe Grimond          |                               | Traditional         |             |
| Babar: The Movie Le Triomphe de Babar | Canada · Franța                                       | Alan Bunce                | Nelvana Ellipse Programmé     | Traditional         |             |
| Back to the Forest | Japonia                                               | Yoshio Kuroda             | Nippon Animation              | Traditional         |             |
| The BFG | Regatul Unit al Marii Britanii și al Irlandei de Nord | Brian Cosgrove            | Cosgrove Hall Films           | Traditional         |             |
| The Brave Frog | Statele Unite ale Americii                            |                           |                               |                     |             |
| The Butter Battle Book | Statele Unite ale Americii                            | Ralph Bakshi              |                               | Traditional         | Format:None |
| City Hunter: Magnum of Love and Fate | Japonia                                               |                           |                               |                     |             |
| Doraemon: Nobita and the Birth of Japan | Japonia                                               | Tsutomu Shibayama         |                               |                     |             |
| Dragon and Slippers Sárkány és papucs | Ungaria                                               |                           |                               |                     |             |
| Dragon Ball Z: Dead Zone aka. Dragon Ball Z: Return my Gohan!! ドラゴンボールゼット オラの悟飯を返せッ！ (Doragonbōru Zetto: Ora no Gohan wo kaese!?) | Japonia                                               | Daisuke Nishio            | Toei Animation                | Traditional         |             |
| El Escudo del cóndor | Argentina                                             | Luis Palomares            |                               |                     |             |
| The Five Star Stories | Japonia                                               | Kazuo Yamazaki            | Sunrise                       | Traditional         |             |
| The Four Musicians of Bremen Los Cuatro Músicos de Bremen                                                                                             | Spania                                                |                           |                               |                     |             |
| The Journey to Melonia: Fantasies of Shakespeare's 'The Tempest' Resan till Melonia                                                                   | Suedia · Norvegia                                     | Per Åhlin                 |                               | Traditional         |             |
| Kiki's Delivery Service Majo no takkyubin | Japonia                                               | Hayao Miyazaki            | Studio Ghibli                 | Traditional         |             |
| Legend of the Overfiend | Japonia                                               | Hideki Takayama           |                               | Traditional         |             |
| Like the Clouds, Like the Wind | Japonia                                               | Hisayuki Toriumi          | Studio Pierrot                | Traditional         |             |
| The Little Mermaid | Statele Unite ale Americii                            | Ron Clements John Musker  | Walt Disney Feature Animation | Traditional         |             |
| Little Nemo: Adventures in Slumberland | Japonia · Statele Unite ale Americii                  | Masami Hata William Hurtz | Tokyo Movie Shinsha           | Traditional         |             |
| The Magician's Hat Čarobnjakov šešir | Iugoslavia                                            |                           |                               |                     |             |
| Maria și Mirabella în Tranzistoria Maria si Mirabella in Tranzistoria Мария, Мирабела в Транзистории (Mariya, Mirabella v Transistiriyi)              | România · Uniunea Republicilor Sovietice Socialiste   |                           |                               |                     |             |
| Megazone 23 Part III メガゾーン23 PART III | Japonia                                               | Kenichi Yatagai           |                               |                     |             |
| Megazone 23 - Final Part ゲーム：メガゾーン23 青いガーランド                                                                                          | Japonia                                               | Shinji Aramaki            |                               |                     |             |
| Patlabor: The Movie 機動警察パトレイバー the Movie (Kidō keisatsu patoreibā the movie)                                                                | Japonia                                               | Mamoru Oshii              |                               | Traditional         |             |
| Project A-ko 4: FINAL プロジェクトA子 完結篇 (Project A-ko: Kanketsuron)                                                                              | Japonia                                               | Yuji Moriyama             |                               | Traditional         |             |
| Reineke Fuchs | Germania de Vest                                      |                           |                               |                     |             |
| Saint Seiya: Warriors of the Final Holy Battle | Japonia                                               | Masayuki Akehi            |                               | Traditional         |             |
| A Tale of Two Toads | Regatul Unit al Marii Britanii și al Irlandei de Nord |                           |                               |                     |             |
| The Trace Leads to the Silver Lake Die Spur führt zum Silbersee                                                                                       | Germania de Est                                       |                           |                               |                     |             |
| Venus Wars | Japonia                                               | Yoshikazu Yasuhiko        |                               | Traditional         |             |